# Eupsoropsis robertsi
Eupsoropsis robertsi är en fjärilsart som beskrevs av Emilio Berio 1969. Eupsoropsis robertsi ingår i släktet Eupsoropsis och familjen nattflyn. Inga underarter finns listade i Catalogue of Life.